# Royal National Lifeboat Institution
La Royal National Lifeboat Institution es una organización de caridad que salva vidas en el mar en las costas de Gran Bretaña, Irlanda, las Islas del Canal, y la isla de Man, como también en vías navegables interiores.
RNLI fue fundada el 4 de marzo de 1824 el Instituto Nacional para la Preservación de la Vida al Navegar, adoptando el nombre National Lifeboat Institution en 1854.
En la actualidad funciona como un servicio internacional a las personas de Reino Unido e Irlanda y como una condición de caridad en cada nación.
RNLI opera más de 400 botes salvavidas (332 están en la estación, 112 están en la flota de socorro), desde 235 estaciones de botes salvavidas alrededor de las costas de Gran Bretaña, Irlanda, la Isla de Man y las Islas del Canal. Los botes salvavidas de RNLI han rescatado un promedio de 22 personas por día en 2009. Los botes de RNLI fueron lanzados 9,223 veces en 2009, rescatando 8,235 personas. Las tripulaciones de RNLI y los socorristas han salvado más de 139,000 vidas desde 1824.
Los salvavidas RNLI se situaron en las playas alrededor de Inglaterra y Gales, con la ayuda de 15,957 personas en 2009.
El departamento de operaciones de RNLI define "rescate" y "salvar vidas" de manera diferente.